# Ruža Tomašić
Pour les articles homonymes, voir Tomašić.
Ruža Tomašić, née le 10 mai 1958 à Mladoševica en Bosnie-Herzégovine, Yougoslavie, est une personnalité politique croate, leader du Parti croate du droit – Ante Starčević et membre du Parlement de Croatie. Alliée au HDZ, elle est élue députée européenne le 14 avril 2013 avec plus de voix de préférence (64 758 voix) que tous ses alliés. Son mandat débute le 1er juillet 2013 avec l'adhésion de la Croatie à l'Union européenne.

## Biographie

### Origines et carrière professionnelle
Née dans une famille de modestes paysans en Bosnie-Herzégovine, elle a cinq ans quand ses parents déménagent en Slavonie, région agricole située dans le nord de la Croatie (ces pays faisant alors partie de la Yougoslavie). Son père, anticommuniste, est plusieurs fois emprisonné. Ruža a sept frères et sœurs, dont cinq, comme elles, quittent le pays afin de trouver une vie meilleure : en 1974, à l'âge de 15 ans, elle rejoint l'une de ses sœurs vivant à Vancouver, au Canada  et travaille pour la chaîne de restaurants KFC ; elle part ensuite pour Toronto, fâchée avec son aînée dont elle devait initialement garder les enfants. Elle travaille pour une société de gardiennage la nuit, reprenant ses études secondaires le jour. Elle obtient le baccalauréat puis intègre l'école de police de l'Ontario ; en 1984, à 25 ans, elle est la première policière du Canada à circuler dans une unité roulant en Harley-Davidson.
Elle reste liée avec la Croatie au travers de l'association des Croates de Toronto ; cette communauté, essentiellement de la droite nationaliste opposée au régime communiste de Tito, lève des fonds pour l'opposant Franjo Tuđman et manifeste à chaque fête nationale devant l'ambassade yougoslave. Lorsque Tuđman est élu président en 1989 et visite le Canada, Ruža Tomašić est chargée d'assurer sa sécurité ; en retour, il lui demande de revenir dans son pays et de s'occuper de sa protection rapprochée. Laissant son mari, également immigré croate épousé trois ans plus tôt et leurs deux enfants à Toronto, elle revient en Croatie : « J'ai découvert mon pays, arpenté ses lieux de mémoire. Lorsque j'étais enfant, nous étions trop pauvres pour voyager. Même les visites organisées par l'école m'étaient interdites, faute d'argent ». En 1992, malade d'un cancer, elle revient se faire soigner à Toronto, n'étant totalement guérie qu'en 1996. Elle revient avec sa famille en 1998, à la fin des guerres balkaniques.

### Députée nationale puis européenne
Elle poursuit son militantisme au sein d'une formation nationaliste et conservatrice, le Parti croate du droit, héritier d'un mouvement du même nom de 1861, fondé contre l'Autriche-Hongrie. Elle est élue députée au Parlement de Croatie en 2003 et mène une lutte efficace contre la mafia de sa circonscription, n'hésitant par exemple pas à dénoncer les coupables dans les médias et à faire enfermer certains trafiquants. Elle ne se représente pas en 2007, son parti ayant implosé, elle-même s'en étant fait exclure. Elle crée alors une nouvelle formation, le Parti croate du droit – Ante Starčević (HSP AS) et redevient députée à la faveur des élections législatives de 2011.
Ruža Tomašić vote en 2012 contre l'entrée de la Croatie dans l'UE, mais est élue députée européenne en 2013 ; elle devient alors l'égérie du camp souverainiste et nationaliste, et est surnommée « Ruža hrvatska » (« la rose croate »). Elle refuse toutefois l'étiquette d'eurosceptique, mais considère qu'il est « trop tôt » pour que la Croatie rejoigne l'UE, que le pays doit encore gagner sur le plan économique afin de ne pas être « en position d'infériorité ».
En janvier 2015, elle quitte le HSP AS pour rejoindre le Parti conservateur croate (HKS) nouvellement fondé.